# Federación de Entidades Culturales Andaluzas en Cataluña
La FECAC (Federación de Entidades Culturales Andaluzas en Cataluña) es una organización sin ánimo de lucro fundada en Cataluña en 1982 con la intención de agrupar todas las entidades culturales andaluzas y casas regionales andaluzas de Cataluña. Organiza anualmente la Feria de abril de Cataluña y la Romería de Rocío, que durante las últimas ediciones se ha establecido en Tarrasa Además de esto, también organiza un concurso nacional de Yunque Flamenco y el Día de Andalucía. Francisco García Prieto presidió la entidad durante más de 25 años. Fue sustituido en 2013 por el actual presidente de la FECAC, Daniel Salinero Castillo, con una junta considerada continuista respecto al anterior presidente.

## Acusaciones de corrupción
En 2013 algunos exsocios presentaron una querella contra el presidente Francisco García Prieto, que anunció en abril de 2013 que no se presentaba más a presidir la FECAC. El noviembre de 2016 fue desahuciada de su local de la calle Mallorca de Barcelona por falta de pago. Las sospechas de corrupción sobre la financiación opaca de las entidades de la Fecac llegaron a salpicar al Consejo Comarcal del Barcelonés. En 2015 aparecieron a la luz pública una serie de cartas entre un asesor de la FECAC y el exgerente de REGESA, Ferrán Julián. Estas cartas demostrarían que el directivo hacía de intermediario entre la organización de la Feria de Abril y terceras empresas para que estas pagaran la instalación de casetas a una docena de entidades entre los años 2006 y 2009. La gestión de Daniel Salinero Castillo también ha sido puesta en cuestión. Algunos medios han destacado el vínculo de la FECAC con empresas constructoras implicadas en casos de corrupción como fuente de financiación económica para la organización de la Feria de Abril de Cataluña.